# Casserole

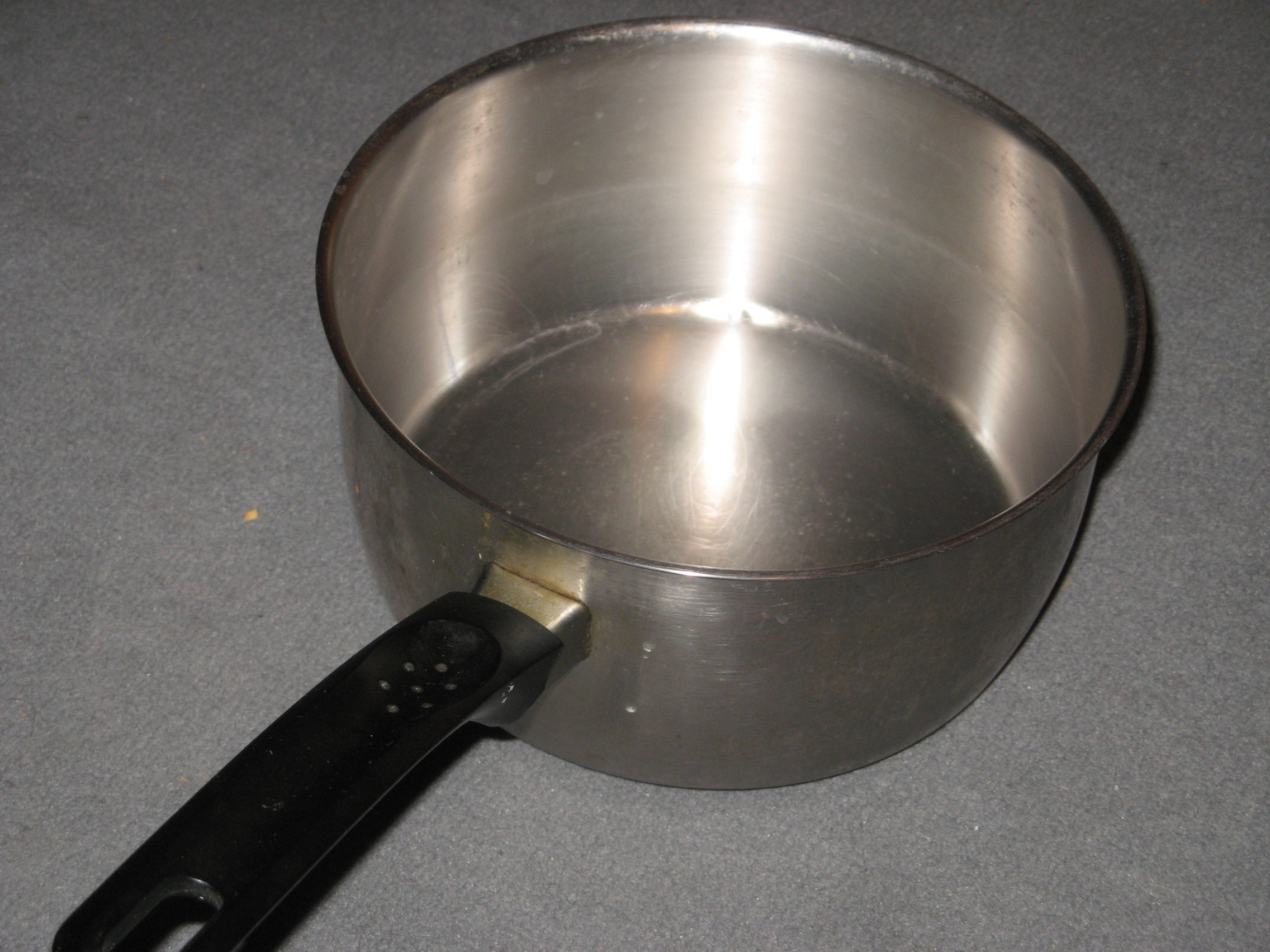
Une russe en inox

Une casserole est un ustensile de cuisine à fond cintré cerclé, muni d'un manche inamovible (ou d'une « queue »). 
Le mot est un diminutif de l'ancien français casse ou cassette désignant une grande cuillère en fer, voire une louche. En vocabulaire professionnel, la casserole traditionnelle des foyers, à bords droits et hauts, est appelée « russe ». Ainsi, on différencie les casseroles, qui ont un bec verseur, des russes, qui n'en ont pas. L’appellation courante de casserole pour un ustensile de cuisson à bords droits et hauts mais sans bec verseur est donc un abus de langage.

## Étymologie
Le mot viendrait du moyen français casse, tiré de l’occitan cassa, lui-même du latin médiéval cattia, du grec kyathion, diminutif de kyathos (« écuelle »),.

## Usage classique

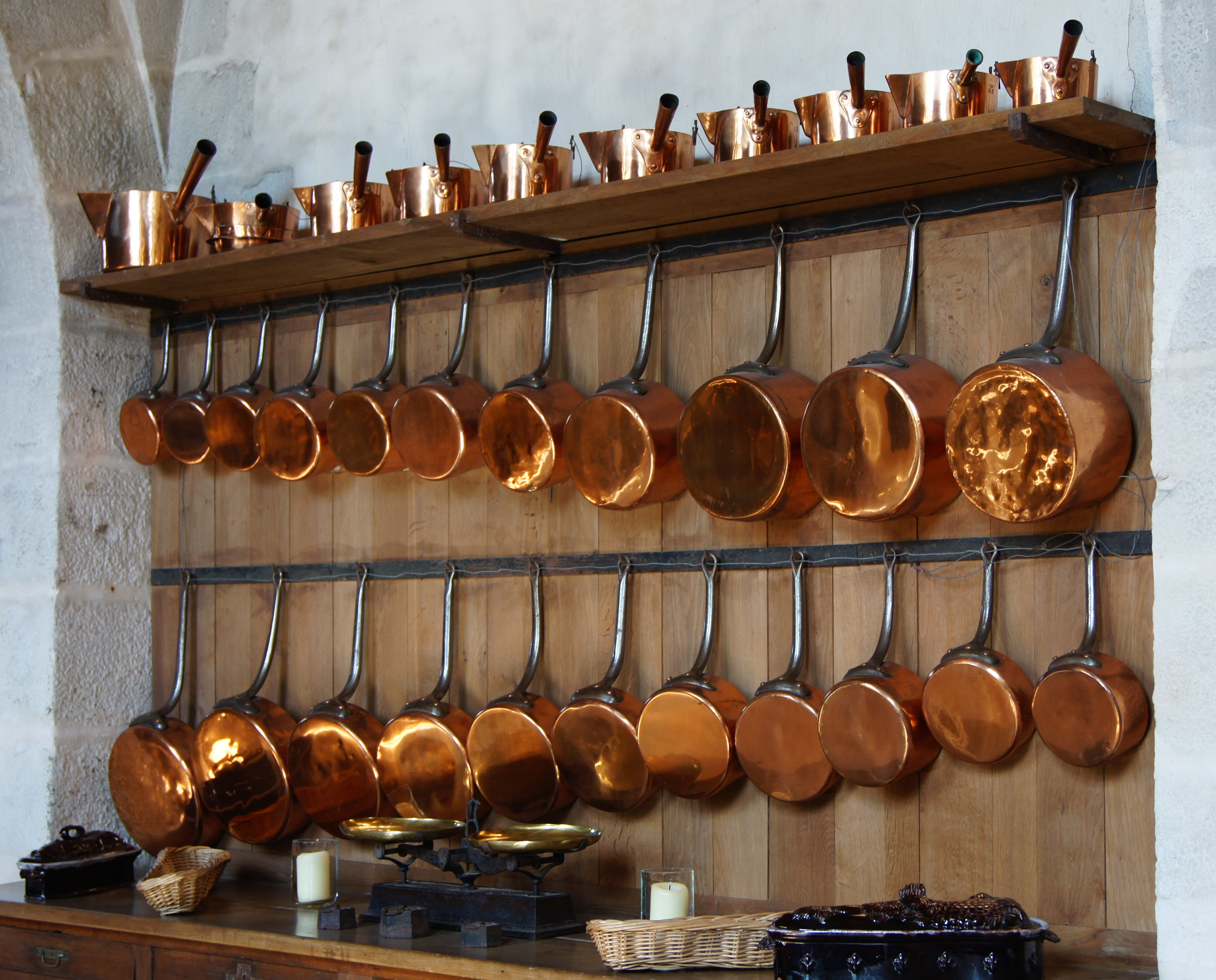
Batterie de casseroles en cuivre

Traditionnellement, les casseroles sont généralement utilisées dans la fabrication de recettes à base de liquides, mais aussi pour la cuisson en général. Elles peuvent servir à faire cuire du riz, des pâtes, des sauces, voire de la viande. À noter que les casseroles en cuivre sont tout particulièrement appréciées pour leur conductivité thermique qui offre une cuisson homogène. En revanche l'aliment ne pouvant être au contact direct du cuivre, ces casseroles nécessitent un étamage à l'origine en étain, et désormais plus couramment en inox. Au sens large, un entretien est donc nécessaire sur les ustensiles de cuisson en cuivre pour ne pas les endommager.
Un couvercle permet de faire des économies d'énergie et de cuire plus rapidement les aliments mais cela déborde plus vite également si on ne fait pas attention à cause de l'ébullition [réf. non conforme].

## Cacerolazo, casserolade
La casserole peut aussi être utilisée à des fins plus insolites. Par exemple, tambourinée à l'aide d'une baguette ou d'une cuillère, la casserole devient un instrument de musique à percussion. Ce mode d'expression bruyamment pacifique, déjà utilisé en France par les opposants à la monarchie de Juillet, s'est répandu dans les pays hispanophones (cacerolazo ou cacerolada), notamment en Espagne, en Argentine et au Chili, où il est un symbole politique fort de la lutte des classes inférieures contre le pouvoir, ainsi qu'au Canada, en particulier au Québec. Ce type de manifestation populaire, la casserolade, dans laquelle les protestataires frappent des ustensiles domestiques de métal, dont des casseroles, est revenu en usage en France parallèlement au mouvement des indignés.
La casserole comme instrument « de justice populaire et de désordre politique » et ustensile utilisé pour faire du bruit puise sans doute ses racines dans le charivari,. « Face au blocage de la délibération parlementaire, la surdité des pouvoirs et l’impuissance des manifestations classiques, la casserolade a fabriqué du neuf avec de l’ancien » pour Emmanuel Fureix. Cette pratique médiévale est ainsi utilisée dans des mouvements de protestation au XIXe et XXIe siècles, y compris en France. « C’est pas les casseroles qui feront avancer la France », réagit le président Emmanuel Macron dont des allocutions et des visites sont ainsi saluées.

## Innovations
Le domaine du matériel de cuisine connaît lui aussi des innovations destinées à faciliter la vie des utilisateurs. Par exemple, il existe aujourd'hui des casseroles à poignée amovible permettant de faciliter leur rangement.
Il existe également des technologies anti-adhérentes rendant le nettoyage des casseroles plus aisé.